# كأس ملك تايلاند
كأس ملك تايلاند هي بطولة كرة قدم دولية ينظمها اتحاد تايلاند لكرة القدم. يشارك البلد المنظم، تايلاند في كل دورة. نظمت البطولة لأول مرة في 1968، وأقيمت كل سنة منذ ذلك العام باستثناء أعوام 1983 1985، 2008، 2011 و 2014. ضمت البطولة في بعض الأعوام أندية أو فرقا خاصة إلى جانب المنتخبات الدولية. 
شاركوا العديد من اللاعبين المشهورين في هذه البطولة بما في ذلك: أيمن حسين، تشا بوم كون، بيتر شمايكل، يسبر أولسن، بريان لاودروب، هنريك لارسون، روبرت ليفاندوفسكي، مارتين شكرتيل، ميلان شكرينار، فضلا عن مشاركة منتخب البرازيل لكرة القدم في نسخة 1999، والذي فاز بكأس العالم 2002، وضم لاعبين كبار، أمثال رونالدينيو، كافو، روبرتو كارلوس وريفالدو.